# تایریس گیبسون

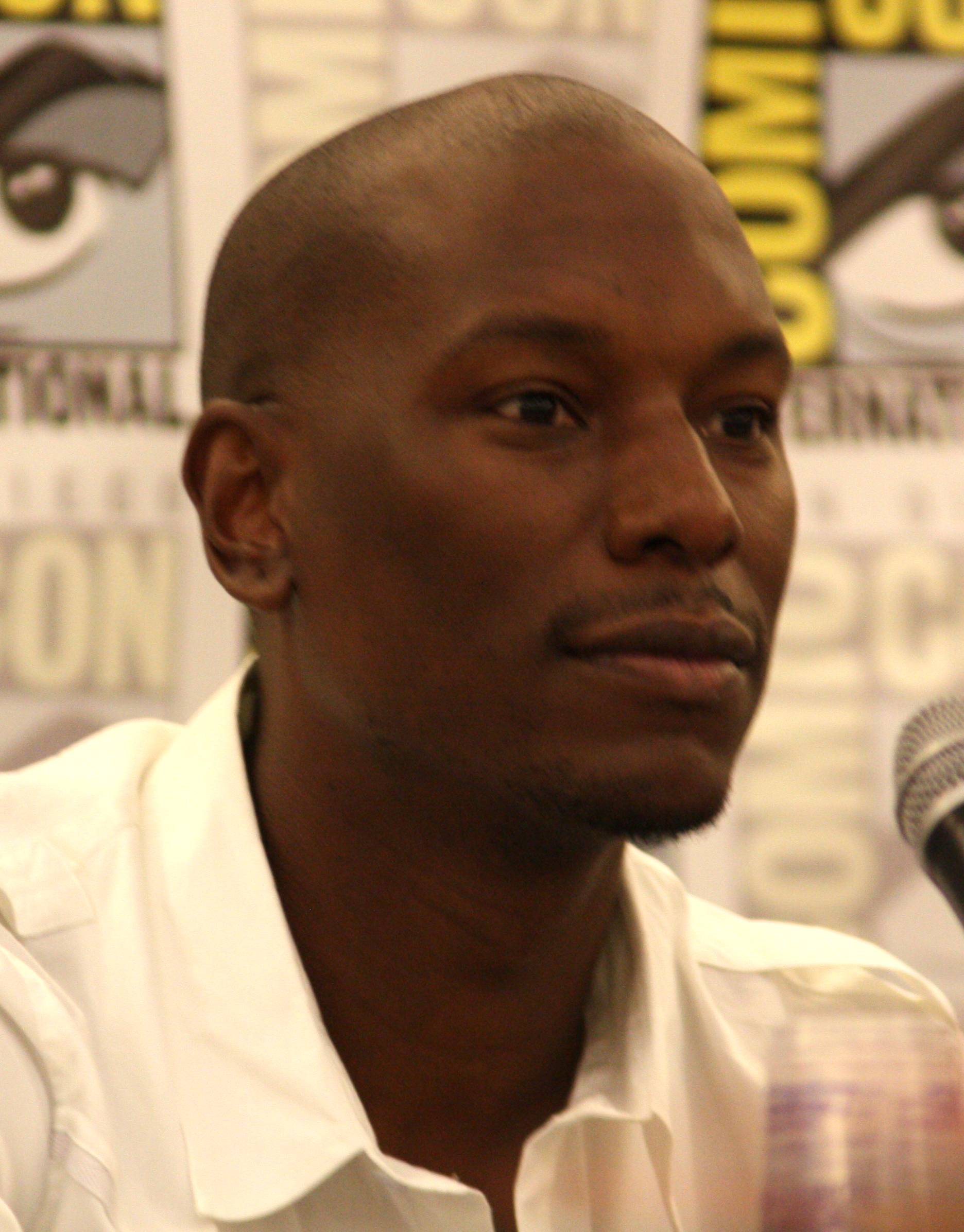

تایریس گیبسون (به انگلیسی: Tyrese Darnell Gibson) (زاده ۳۰ دسامبر ۱۹۷۸) خواننده و بازیگر آمریکایی است.

## فیلم‌شناسی
- پسربچه - (۲۰۰۱)
- ۲سریع و ۲خشمگین - (۲۰۰۳)
- چهار برادر - (۲۰۰۵)
- تبدیل‌شوندگان - (۲۰۰۷)
- مسابقه مرگ - (۲۰۰۸)
- تغییرشکل‌دهندگان: انتقام شکست‌خوردگان - (۲۰۰۹)
- لژیون - (۲۰۱۰)
- تغییرشکل‌دهندگان: تاریکی ماه - (۲۰۱۱)
- سریع ۵ - (۲۰۱۱)
- ولادت سیاه- (۲۰۱۳)
- سریع و خشمگین ۶ - (۲۰۱۳)
- سریع و خشمگین ۷ - (۲۰۱۴)
- سریع و خشمگین ۸ - (۲۰۱۷)
- سرنوشت خشمگین - (۲۰۱۷)
- سیاه و آبی (۲۰۱۹)
- ماجراهای کریسمس ۲ (۲۰۲۰)
- سریع و خشمگین ۹ (۲۰۲۱)
- خطرناک (۲۰۲۱)
- موربیوس (۲۰۲۲)
- فست اکس (۲۰۲۳)